# Haibach ob der Donau
Haibach ob der Donau este o comună situată în districtul 	Eferding (EF), regiunea Hausruckviertel, Austria Superioară. 

## Date geografice
Comuna ocupă o suprafață de 25,5 km² este situată la altitudinea de 528 m și avea în ianuarie 2010, 1317 loc. Comuna are o lungime pe direcția nord-sud de 7,2 km, iar pe dircția est-vest 9 km. Din suprafața totală a ei de 25,6 km², 45,3 % este ocupată de păduro iar 41,4 % este folosită în scopuri agricole.
Localități aparținătoare
Au, Bach, Berg, Donauleiten, Dorf, Eckersdorf, Gemersdorf, Grub, Haibach ob der Donau, Hinterberg, Inzell, Kobling, Kolleck, Komas, Lehen, Linetshub, Mannsdorf, Moos, Mühlbach, Obergschwendt, Oberhub, Oedt, Pamet, Pichl, Pühret, Reith, Rennersdorf, Schauerdoppl, Schlögen, Schlögenleiten, Sieberstal, Starz, Untergschwendt, Wies, Wiesing.

## Istoric
Localitatea Schlögen, care este acum un cartier, este amintită deja în timpul romanilor, aici fiind staționate trupe auxiliare și probabil o parte din flota romană (classis Histriae). Ulterior localitatea aparține de principatul Bavaria, iar din secolul XII aparține de Principatul Austriei. În Războaiele Revoluției Franceze este ocupată de mai multe ori. Din 1918 aparține de Austria, iar pe o perioadă de câțiva ani aparține de "Gau Oberdonau" Imperiul German, ca în 1945 să revină Austriei.